# Porsche-Diesel Standard AP 218 S
Le Porsche-Diesel Standard AP 218 S (également connu sous le nom d’AP/S) était un tracteur produit de 1957 à 1958 par Porsche-Diesel Motorenbau GmbH, basée à Friedrichshafen sur le lac de Constance. Le Porsche-Diesel Standard 218 S est le modèle successeur du Porsche-Diesel Standard AP 218.
La principale différence par rapport au modèle AP standard est le moteur révisé avec 2 ch supplémentaires. La désignation AP/S ne signifie plus Allgaier Porsche Standard, comme pour les modèles précédents issus de la coopération avec Allgaier, mais Aluminium Porsche Standard. Le moteur deux cylindres en ligne à  4 temps avec injection à chambre de turbulence du Standard AP 218 S, fabriqué dans une construction en bloc sans cadre, produisait 22 ch. Un filtre à air à bain d’huile nettoie le mélange d’air avant qu’il ne pénètre dans le moteur. Comme son prédécesseur, le Standard AP 218 S était équipé d’un système d’injection Bosch, d’un embrayage oléohydraulique et d’un refroidissement à air. Un thermomètre à distance affichait la température du moteur sur la console du conducteur, sous le volant. Le tracteur à traction arrière était équipé d’un embrayage à sec monodisque de Fichtel & Sachs et d’une transmission à changement de vitesses avec une marche arrière et cinq vitesses avant. L’entraînement externe de l’ensileuse du Porsche-Diesel Standard AP 218 S pouvait être directement entraîné via une poulie à courroie trapézoïdale. Les essieux pouvaient être réglés en largeur de voie, et ils pouvaient également être renforcés par des disques de roue et des jantes plus larges. La charge à l'essieu était d’environ 900 kg à l’arrière et d’environ 447 kg à l’avant. La poulie avait un diamètre maximal de 220 mm.
L’équipement standard du Porsche-Diesel Standard AP 218 S comprenait un attelage trois-points pour le relevage hydraulique. De plus, une suspension pour l’essieu avant, des projecteurs, une jauge à carburant et un siège de garde-boue étaient disponibles sur demande. La poulie atteignait une vitesse de 16,8 m/s et était adaptée à la rotation dans le sens horaire ou antihoraire. De plus, un toit adapté à toutes les saisons et un arceau de sécurité en cas de chute dans les pentes raides pouvaient être installés.